# Дитина до листопада
«Дитина до листопада» (рос. «Ребёнок к ноябрю») — український художній фільм 1992 року режисера Олександра Павловського за мотивами однойменної повісті Леоніда Жуховицького.

## Сюжет
Самотня вродлива молода жінка має шанс на отримання квартири, оскільки її будинок підлягає знесенню. Вона живе одна, тому їй загрожує переїзд не в окрему квартиру, а скоріше в кімнатку. Тож треба знайти батька для майбутньої дитини…

## У ролях
- Лариса Шахворостова — Даша
- Лариса Удовиченко — Надя, подруга Даши
- Андрій Анкудінов — Жора (Георгій Миколайович) Пузирьов, майстер з електроніки
- Сергій Маковецький — Льоша, чоловік Наді
- Олександр Соловйов — Володимир Петрович, лікар швидкої допомоги
- Олександр Панкратов-Чорний — «Граф»
- Михайло Свєтін — чоловік за викликом
- Валерій Смецькой — Ігорьок
- Олександр Стриженов — моряк, власник іномарки
- Олександра Свенська — контролер квитків у клубі
- Іллюша Жуков
- В епізодах: Олена Кривда, Володимир Волков, Сергій Зінченко, Ігор Тільтіков, Наталія Батрак, Марія Гудима, Марина Вискворкіна, Олександр Павловський, Олександра Свенська, Василь Бєлозоров, Анна Клименко, Юрій Лопарьов, Надія Грінченко, Валентин Козачков, І. Дима, В. Загарія, Е. Пачіска, Валерій Завадський

## Творча група
- Сценаристи: Олександр Павловський, Олександр Бородянський, Ігор Шевцов
- Режисер-постановник: Олександр Павловський
- Оператор-постановник: Віктор Крутін
- Художник-постановник: Олександр Токарєв
- Композитор: Максим Дунаєвський
- Пісні на вірші Леоніда Дербеньова виконує Ігор Наджиєв
- Художник по костюмах: Наталія нікітенко
- Режисер: Лариса Горі
- Звукооператор: Віктор Сєгал
- Оператор: Олександр Чубаров
- Режисер монтажу: Юлія Бовжученко
- Художник-гример: Надія Руденко
- Художник-декоратор: Людмила Ромашко
- Комбіновані зйомки: оператор — Олександр Сидоров, художник — Кирило Пуленко
- Редактор: Наталя Рисюкова
- Директор картини: Олена Дементьєва

## Саундтрек
- В картині звучить пісня Шарля Азнавура і Жоржа Гарваренця Une Vie D'Amour («Вічне кохання») із радянсько-французького кінофільма «Тегеран-43», у виконанні Шарля Азнавура і Мірей Матьє.